# Саймон, Герберт Александер
Герберт Александер Саймон (англ. Herbert A. Simon; 15 июня 1916, Милуоки — 9 февраля 2001, Питтсбург, США) — американский учёный в области социальных, политических и экономических наук, один из разработчиков гипотезы Ньюэлла — Саймона.
Член Национальной академии наук США (1967) и Американской академии искусств и наук (1959). Лауреат премии по экономике памяти Альфреда Нобеля (1978) и премии Тьюринга (1975).
Примечательно, что Саймон был одним из пионеров нескольких современных научных областей, таких как искусственный интеллект, обработка информации, принятие решений, решение задач, теория организаций и сложные системы. Он был одним из первых, кто проанализировал архитектуру сложности и предложил механизм преимущественного присоединения для объяснения степенного закона.

## Биография
Герберт Саймон родился 15 июня 1916 года в Милуоки, штат Висконсин. Его отец, Артур Саймон (1881—1948), был еврейским инженером-электриком, приехавшим в Соединенные Штаты из Германии в 1903 году после получения степени инженера в Высшей технической школе Дармштадта. Артур также был изобретателем и независимым патентным поверенным. Мать Герберта, Эдна Маргарита Меркель (1888—1969) — выдающаяся пианистка, её предки были родом из Праги и Кёльна. Другие предки Саймона были ювелирами и виноделами.
Саймон посещал государственные школы Милуоки, где развил интерес к науке и зарекомендовал себя как атеист. Учась в средней школе, Саймон написал письмо «редактору журнала «Милуоки», защищающему гражданские свободы атеистов». В отличие от большинства детей, семья Саймона познакомила его с идеей, что человеческое поведение может быть изучено научно; младший брат его матери, Гарольд Меркель (1892—1922), изучавший экономику в Университете Висконсина в Мэдисоне под руководством Джона Р. Коммонса, одним из первых оказал на него влияние. Изучая книги Гарольда по экономике и психологии, Герберт открыл для себя социальные науки. Среди своих ранних влияний Саймон называл Нормана Энджелла за его книгу «Великое заблуждение» и Генри Джорджа за его книгу «Прогресс и бедность». Во время учебы в средней школе Саймон присоединился к команде дебатов, где он спорил «из убеждения, а не из упрямства» в пользу единого налога Джорджа.
В 1933 году Саймон поступил в Чикагский университет и, следуя своим ранним влияниям, решил изучать социальные науки и математику. Саймон был заинтересован в изучении биологии, но решил не заниматься этой областью из-за «дальтонизма и неловкости в лаборатории». В раннем возрасте Саймон узнал, что он дальтоник, и обнаружил, что внешний мир не то же самое, что воспринимаемый мир.
В 1936 Саймон получил степень бакалавра, а в 1943 степень доктора политологии в Чикагском университете, который также был первым местом его работы в должности научного сотрудника (1936—1938). С 1942 он стал преподавателем в Иллинойсском технологическом институте, в 1947 стал там же профессором политологии. В 1949 начал преподавать в Университете Карнеги — Меллона в Питсбурге, сперва в качестве профессора управления и психологии (1949—1955), затем профессора компьютерных наук и психологии. Последнюю должность он занимал до ухода на пенсию в 1988. После поступления на курс «Измерение муниципальных органов управления» Саймон стал научным сотрудником Кларенса Ридли, и в 1938 году они оба стали соавторами книги «Измерение муниципальной деятельности: Обзор предлагаемых критериев оценки администрации». Исследования Саймона привели его в область принятия организационных решений, которая стала предметом его докторской диссертации.

## Карьера
Окончив университет со степенью бакалавра, Саймон получил должность научного ассистента в муниципальном управлении.
С 1942 по 1949 год Саймон был преподавателем, затем профессором политологии, а также занимал должность заведующего кафедрой в Иллинойском технологическом институте в Чикаго. Там он начал участвовать в семинарах, проводимых сотрудниками Комиссии Коулза, в которую в то время входили Трюгве Хаавельмо, Джейкоб Маршак и Тьяллинг Купманс. Таким образом, он начал углубленное изучение экономики в области институционализма. Маршак привлек Саймона к участию в исследовании, которое он в настоящее время проводит вместе с Сэмом Шурром «перспективные экономические эффекты атомной энергии». С 1949 по 2001 год Саймон был преподавателем Университета Карнеги-Меллона в Питтсбурге, штат Пенсильвания. В 1949 году Саймон стал профессором администрации и заведующим кафедрой промышленного менеджмента в Технологическом институте Карнеги («Carnegie Tech»), который в 1967 году стал Университетом Карнеги-Меллона. Саймон позже также преподавал психологию и компьютерные науки в том же университете, иногда посещая другие университеты.
Значительный теоретический вклад Г. Саймона в науку управления получил достойное признание в 1978 году, когда ему была присуждена Нобелевская премия по экономике «за новаторские исследования процесса принятия решений в экономических организациях, фирмах».
Герберт Саймон не читал газет и не смотрел телевизор, поскольку считал, что если случится что-то действительно важное, ему об этом кто-то обязательно расскажет, так что не стоит зря тратить время на СМИ.
В 1992 году Герберт Саймон подписал «Предупреждение человечеству».

## Исследования
Герберт Саймон оказал заметное влияние на развитие теории организации, менеджмента и управленческих решений. Его работы в области вычислительной техники и искусственного интеллекта оказали существенное влияние на развитие кибернетики.
Основные усилия Г. Саймона были направлены на фундаментальные исследования организационного поведения и процессов принятия решений. Он по праву считается одним из создателей современной теории управленческих решений (теория ограниченной рациональности). Основные результаты, полученные им в этой области, изложены в таких книгах, как «Организации» (совместно с Джеймсом Марчем), вышедшей в 1958 году, а также «Административное поведение» и «Новая наука управленческих решений» (1960).
Саймон стремился заменить сильно упрощённый классический подход к экономическому моделированию — основанный на концепции единого принятия решений, максимизирующего прибыль предпринимателя — подходом, который признает множество факторов, способствующих принятию решений. Согласно Саймону, эта теоретическая основа обеспечивает более реалистичное понимание мира, в котором принятие решений может влиять на цены и объёмы производства. Его организаторские и административные интересы позволили ему не только трижды занять пост председателя университетского отделения, но и сыграть большую роль в создании Администрации экономического сотрудничества в 1948 году; административной команды, которая помогала осуществлению Плана Маршалла в США. Как член Научного консультативного комитета президента Линдона Джонсона, а также Национальной академии наук, Саймон внес большой вклад как в экономический анализ, так и в прикладные исследования. Благодаря этому его работы можно найти в ряде литературных работ в таких областях, как математическая экономика, человеческая рациональность, поведенческое исследование фирм, теорию случайного упорядочения и анализ проблемы идентификации параметров в эконометрике.

### Принятие решений
Книга «Административное поведение», впервые опубликованная в 1947 году и обновляемая на протяжении многих лет, была основана на докторской диссертации Саймона. Это послужило основой для работы всей его жизни. Центральное место в этой книге занимают поведенческие и когнитивные процессы человека, принимающего рациональные решения. По его определению, оперативное административное решение должно быть правильным, эффективным и практичным в реализации с помощью набора скоординированных средств.
Саймон признавал, что теория управления в значительной степени является теорией принятия решений человеком и как таковая должна основываться как на экономике, так и на психологии. Он заявляет:
«Если бы не было пределов человеческой рациональности, административная теория была бы бесплодной. Она будет состоять из одной заповеди: Всегда выбирай ту альтернативу из имеющихся, которая приведет к наиболее полному достижению твоих целей.»

Вопреки стереотипу «homo economicus», Саймон утверждал, что альтернативы и последствия могут быть частично известны, а средства и цели — несовершенно дифференцированы, не полностью связаны или плохо детализированы.

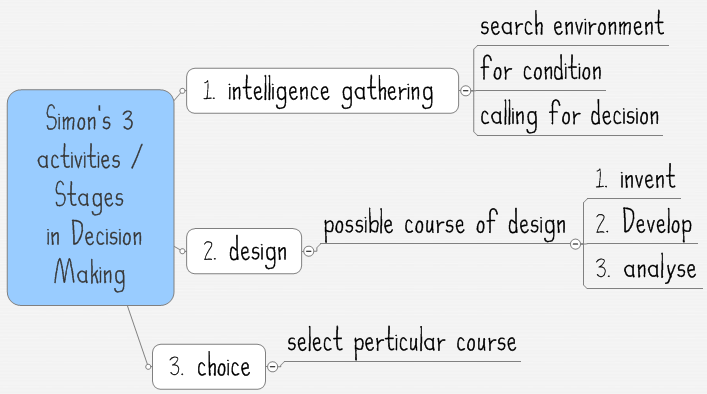
Три этапа Саймона в рациональном принятии решений: Интеллект, Дизайн, Выбор (IDC).

Правильность управленческих решений, таким образом, определяется:
- Адекватностью достижения желаемой цели
- Эффективностью, с которой был получен результат

Задача выбора была разделена на три обязательных этапа:
- Определение и перечисление всех альтернатив
- Определение всех следствий, вытекающих из каждой из альтернатив
- Сравнение точности и эффективности каждого из этих наборов следствий.

Саймон утверждал, что знание всех альтернатив или всех последствий, которые следуют из каждой альтернативы, невозможно во многих реалистичных случаях, поэтому человек или организация, пытающиеся реализовать эту модель в реальной ситуации, не смогут выполнить эти три требования.
Исходя из этого, учёный попытался определить методы и/или поведенческие процессы, которые человек или организация могли бы использовать для достижения приблизительно наилучшего результата с учетом ограничений на рациональное принятие решений. Саймон пишет:
«Человек, стремящийся к рациональности и ограниченный в пределах своих знаний, выработал некоторые рабочие процедуры, которые частично преодолевают эти трудности. Эти процедуры состоят в предположении, что он может изолировать от остального мира замкнутую систему, содержащую ограниченное число переменных и ограниченный диапазон последствий.»
Поэтому Саймон описывает работу в терминах экономических рамок, обусловленных когнитивными ограничениями экономического человека и административного человека. Он определил задачу рационального принятия решений как выбор альтернативы, которая приводит к более предпочтительному набору всех возможных последствий.
Саймон, придерживался мнения Честера Барнарда, который заявил, что «решения, которые человек принимает как член организации, совершенно отличаются от его личных решений». Личный выбор может определяться тем, присоединяется ли индивид к определенной организации и продолжает ли он делать это в своей внеорганизационной частной жизни. Однако как член организации этот индивид принимает решения не в связи с личными потребностями и результатами, а в безличном смысле, как часть организационных намерений, целей и результатов. Организационные стимулы, вознаграждения и санкции предназначены для формирования, укрепления и поддержания этой идентификации. Учёный видел два универсальных элемента человеческого социального поведения как ключа к созданию возможности организационного поведения в человеческих индивидах: Авторитет и Лояльность (Идентификация).
Авторитет — это хорошо изученный, первичный признак организационного поведения, прямо определяемый в организационном контексте как способность и право индивида более высокого ранга руководить решениями индивида более низкого ранга. Действия, отношения и отношения доминирующих и подчиненных индивидов составляют компоненты ролевого поведения, которые могут сильно различаться по форме, стилю и содержанию, но не различаются по ожиданию подчинения со стороны того, кто имеет более высокий статус, и готовности подчиняться со стороны подчиненного.
Лояльность определялась Саймоном как «процесс, в ходе которого индивид заменяет свои собственные цели организационными целями (обслуживания или сохранения) как ценностными показателями, определяющими его организационные решения».
Это повлекло за собой оценку альтернативных вариантов с точки зрения их последствий для группы, а не только для себя или своей семьи. Решения могут быть сложной смесью фактов и ценностей. Информация о фактах, особенно эмпирически доказанные факты или факты, полученные из специального опыта, легче передаются при осуществлении власти, чем выражения ценностей. Саймон в первую очередь заинтересован в поиске идентификации личности сотрудника с целями и ценностями организации. Вслед за Лассуэллом он утверждает, что «человек идентифицирует себя с группой, когда, принимая решение, он оценивает несколько альтернатив выбора с точки зрения их последствий для указанной группы». Человек может идентифицировать себя с любым количеством социальных, географических, экономических, расовых, религиозных, семейных, образовательных, гендерных, политических и спортивных групп. Действительно, их количество и разнообразие безграничны. Фундаментальная проблема для организаций состоит в том, чтобы признать, что личная и групповая идентификация может либо способствовать, либо препятствовать правильному принятию решений для организации. Конкретная организация должна сознательно определять и конкретизировать в соответствующих деталях и ясном языке свои собственные цели, задачи, средства, цели и ценности.
Также Герберт Саймон заново открыл диаграммы траекторий, которые первоначально были изобретены Сьюаллом Райтом около 1920 года.

### Искусственный интеллект
Саймон был пионером в области искусственного интеллекта, создав вместе с Алленом Ньюэллом программы Logic Theory Machine (1956) и General Problem Solver (GPS) (1957). GPS, возможно, является первым методом, разработанным для отделения стратегии решения проблем от информации о конкретных проблемах. Обе программы были разработаны с использованием языка IPL, разработанного Ньюэллом, Клиффом Шоу и Саймоном. Дональд Кнут упоминает об обработке списков в IPL, причем связанный список первоначально назывался «памятью NSS». В 1957 году Саймон предсказал, что компьютер превзойдёт человека в игре в шахматы в течение десяти лет, хотя на самом деле этот переход занял около сорока лет.
В начале 1960-х годов психолог Ульрик Найссер утверждал, что, хотя машины способны воспроизводить «холодное познание», такое как рассуждение, планирование и принятие решений, они никогда не смогут воспроизвести «горячее познание», такое как боль, удовольствие, желание и другие эмоции. Саймон откликнулся на взгляды Найссера в 1963 году, написав статью об эмоциональном познании, которую он обновил в 1967 году и опубликовал в журнале Psychological Review. Работа Саймона по эмоциональному познанию была в значительной степени проигнорирована исследовательским сообществом искусственного интеллекта в течение нескольких лет, но последующие работы Аарона Сломена и Розалинд Пикард в области эмоций переориентировали внимание на статью Саймона, и в конечном итоге она стала очень влиятельной.
Вместе с Алленом Ньюэллом Саймон разработал теорию моделирования поведения человека при решении проблем с использованием производственных правил. Изучение решения человеческих проблем требовало новых видов оценки, и вместе с Андерсом Эрикссоном Саймон разработал экспериментальную методику анализа вербальных протоколов. Саймона интересовала роль знаний в экспертизе. Он сказал, что для того, чтобы стать экспертом по теме, требуется около десяти лет опыта, и он и его коллеги подсчитали, что опыт является результатом изучения примерно 50 000 частиц информации. Они пришли к выводу, что игрок в шахматы, чтобы стать экспертом, должен изучить около 50 000 расстановок шахматных фигур на доске.
В 1975 году они с Алленом Ньюэлом были награждены премией Тьюринга: «В совместных научных усилиях, продолжавшихся более двадцати лет, первоначально в сотрудничестве с Дж. Клиффом Шоу из корпорации RAND, а затем с многочисленными преподавателями и студентами Университета Карнеги-Меллона, они внесли основной вклад в искусственный интеллект, психологию человеческого познания и обработку списков».
Также Саймон интересовался методами обучения людей, и вместе с Эдвардом Фейгенбаумом разработал теорию EPAM, одну из первых теорий обучения, которая была реализована в виде компьютерной программы. EPAM смог объяснить большое количество явлений в области вербального обучения. Более поздние версии модели были применены для объяснения формирования концепций и приобретения опыта. Вместе с Фернаном Гобе он расширил теорию EPAM до вычислительной модели CHREST, которая объясняет, как простые куски информации образуют строительные блоки схем, которые являются более сложными структурами. Работа Саймона оказала сильное влияние на Джона Майтона, разработчика программы, которая достигла значительных успехов в улучшении успеваемости по математике среди учащихся начальной и средней школы.

### Социология и экономика
Саймону приписывают революционные изменения в микроэкономике. Учёный предложил концепцию принятия организационных решений в том виде, как она известна сегодня. Он был первым, кто тщательно изучил, как администраторы принимают решения, когда у них нет совершенной и полной информации. В Фонде Коулза главной целью Саймона было связать экономическую теорию с математикой и статистикой. Его основной вклад был в области общего равновесия и эконометрики. На Герберта оказали большое влияние маржиналистские дебаты, начавшиеся в 1930-х годах. Популярная работа того времени утверждала отсутствие эмпирических доказательств того, что предприниматели должны следовать маржиналистским принципам максимизации прибыли/минимизации затрат в управлении организациями. Далее в аргументации отмечалось, что максимизация прибыли не была достигнута, отчасти из-за отсутствия полной информации. Саймон считал, что при принятии решений агенты сталкиваются с неопределенностью относительно будущего и затратами на получение информации в настоящем. Эти факторы ограничивают степень, в которой агенты могут принимать полностью рациональное решение, поэтому они обладают только «ограниченной рациональностью» и должны принимать решения, выбирая те альтернативы, которые не являются оптимальными, но делает их достаточно счастливыми. Ограниченная рациональность — центральная тема в поведенческой экономике, которая описывает, как фактический процесс принятия решений влияет на принятие решений. Теория ограниченной рациональности ослабляет несколько допущений стандартной теории ожидаемой полезности.
Позже Саймон подчеркнул, что психологи ссылаются на «процедурное» определение рациональности, в то время как экономисты используют «субстанциональное» определение. Густаво Баррос утверждал, что концепция процедурной рациональности не имеет значительного присутствия в экономической области и никогда не имела такого веса, как концепция ограниченной рациональности. Саймон был также известен своими исследованиями в области промышленной организации. Он определил, что внутренняя организация фирм и их внешние деловые решения не соответствуют неоклассическим теориям «рационального» принятия решений. Саймон написал много статей на эту тему в течение своей жизни, в основном сосредоточившись на проблеме принятия решений в рамках поведения, которое он назвал «ограниченной рациональностью». Саймон решил, что лучший способ изучить эти области — компьютерное моделирование. Поэтому у него развился интерес к информатике.
Также в юности Саймон увлекался земельной экономикой и джорджизмом, идеей, известной в то время как «единый налог». Система предназначена для перераспределения незаработанной экономической ренты в пользу населения и улучшения землепользования. В 1979 году Саймон все еще придерживался этих идей и утверждал, что земельный налог должен заменить налоги на заработную плату.